# Vladimir Fjodorov
Vladimir Fjodorov (ryska: Владимир Иванович Фёдоров), född den 5 januari 1956 i Uzbekistan, död 11 augusti 1979 i Dniprodzerzjynsk, Ukraina, var en sovjetisk fotbollsspelare som tog OS-brons i fotbollsturneringen vid de olympiska sommarspelen 1976 i Montréal.